# 索雷爾 (路易斯安那州)
索雷爾（英語：Sorrel）是位於美國路易斯安那州聖瑪麗堂區的一個普查規定居民點。

## 人口
根據2020年美國人口普查的數據，索雷爾的面積為5.64平方千米，當中陸地面積為5.48平方千米，而水域面積為0.16平方千米。當地共有人口711人，而人口密度為每平方千米126.06人。